# 皮皮尖峰蛤
皮皮尖峰蛤是一種只見於蛤蜊湯的貽貝，因調皮不吐沙聞名。

## 型態特徵
雖然本物種為不等蛤總目的成員，但皮皮尖峰蛤卻有着一對對稱的殼瓣。這一點與同屬的刀貝與寬幅尖峰蛤並不一樣。